# Левицька Леонтина
Леонти́на Леви́цька (Костів-Левицька, * 1850, Львівщина — † близько 1910) — українська драматична акторка та співачка (сопрано). Мати акторки Наталки Левицької.
У 1876—1895 роках працювала в театрах Львова й Кракова.
Партії:
- Настуня («Бідна Марта» Сидора Воробкевича),
- Наталка («Чорноморці» Миколи Лисенка).